# Lac de Pétres
 (signalé en mai 2025).
Si vous disposez d'ouvrages ou d'articles de référence ou si vous connaissez des sites web de qualité traitant du thème abordé ici, merci de compléter l'article en donnant les références utiles à sa vérifiabilité et en les liant à la section « Notes et références ».
- Archive Wikiwix
- Bing
- Cairn
- DuckDuckGo
- E. Universalis
- Gallica
- Google
- G. Books
- G. News
- G. Scholar
- Persée
- Qwant
- (zh) Baidu
- (ru) Yandex
- (wd) trouver des œuvres sur Wikidata

Le lac de Pétres, en grec moderne : Λίμνη Πετρών, est un lac naturel du district régional de Flórina, en Macédoine-Occidentale, au nord de la Grèce. Il est situé au sud-est de Flórina et au pied du mont Vóras (el). C'est l'un des lacs du bassin hydrologique d'Éordée formé entre les montagnes Vérno (el), Vóras, Àskio (el) et Vermion et qui comprend également les lacs Vegorítida, Chimadítida et Zázari.
Le lac a une superficie de 12,6 km2 et est situé à une altitude de 560 mètres. Il est alimenté par un canal provenant du lac Chimadítida, qui alimente à son tour le lac Vegorítida voisin. Près du lac se trouve la ville d'Amýnteo. Le lac Pétres est un écosystème important malgré sa dégradation due à la présence d'une centrale thermique à courte distance du lac. De nombreuses espèces d'oiseaux s'y reproduisent, dont certaines rares comme le Cormoran pygmée. Le lac Pétres, ainsi que son voisin le lac Vegorítida, font partie du réseau européen de zones protégées Natura 2000. 